# Chinasat 4
O Chinasat 4, também conhecido por Dong Fang Hong-2A 5 (DFH-2A 5), Shiyan Tongbu Tongxing Weixing 5 (STTW-5) e Zhongxing 4 (ZX-4), foi um satélite de comunicação militar geoestacionário chinês que foi baseado na plataforma DFH-2 Bus.

## Lançamento
O satélite foi lançado ao espaço no dia 28 de dezembro de 1991, por meio de um veiculo Longa Marcha 3 lançado a partir do Centro Espacial de Xichang, na China. Ele tinha uma massa de lançamento de 1 025 kg.

### Falha do lançamento
O satélite foi preso em uma órbita inutilizável quando o terceiro estágio do veículo de lançamento Longa Marcha 3 falhou depois de 135 segundos após a ignição. O satélite foi colocado em uma órbita de estacionamento satisfatório; o impulso subsequente para transferir a órbita falhou. No dia seguinte, o motor de pontapé de apogeu do satélite elevou sua trajetória de voo, permitindo-lhe realizar um trabalho de comunicação limitado a partir de uma órbita altamente elíptica.